# Пам'ятки архітектури Недригайлівського району
У Недригайлівському районі Сумської області на обліку перебуває 9 пам'яток архітектури.
| № | Назва                      | Дата спорудження     | Місце                        |
| - | -------------------------- | -------------------- | ---------------------------- |
| 1 | Сільське двокласне училище | 1912                 | с. Вільшана                  |
| 2 | Михайлівська церква        | 1883                 | с. Гринівка                  |
| 3 | Сільське двокласне училище | 1912                 | с. Гринівка                  |
| 4 | Успенська церква           | 1826                 | с. Костянтинів               |
| 5 | Митрофанівська церква      | 1903                 | смт. Недригайлів             |
| 6 | Початкове народне училище  | 1913                 | смт. Терни, вул. Шкільна, 2. |
| 7 | Садиба князя Щербатова     | 19-20 ст.            | смт. Терни, вул. Леніна, 5.  |
| 8 | Вітряк                     | 20 ст.               | с. Томашівка                 |
| 9 | Сільське двокласне училище | 1913 (архіт., іст.). | с. Хоружівка.                |
|   |                            |                      |                              |